# Salinovec
Salinovec is een plaats in de gemeente Ivanec in de Kroatische provincie Varaždin. De plaats telt 512 inwoners (2001).